# Emily Carr
Emily Carr, född 1871, död 1945, var en kanadensisk författare och målare.
Carr växte upp med en auktoritär far som under senare barndomen utnyttjade henne sexuellt. Hon valde därför att aldrig gifta sig. Trots motstånd från Carrs systrar flyttade hon efter föräldrarnas död till San Francisco och London för att studera måleri. Livet i utlandet fylldes med svårigheter och hon flyttade tillbaka till British Columbia.
Carr vandrade genom hemlandet och besökte många samhällen av regionens ursprungsbefolkning. Hon dokumenterade folkgruppernas kultur och konst men också naturen. I byarna fick hon smeknamnet "Klee Wyck" (hon som ler). Carr hade däremot problem att sälja sina målningar. För att tjäna pengar var hon dessutom sysselsatt med ett krukmakeri, en hunduppfödning och hon drev ett pensionat.
Hennes genombrott kom först 1927 men hon hade flera utställningar i Ottawa. Efter ett slaganfall började Carr skriva böcker om sina möten med ursprungsbefolkningen.
En krater på Venus har fått sitt namn efter henne. 